# Rudy Ray Moore

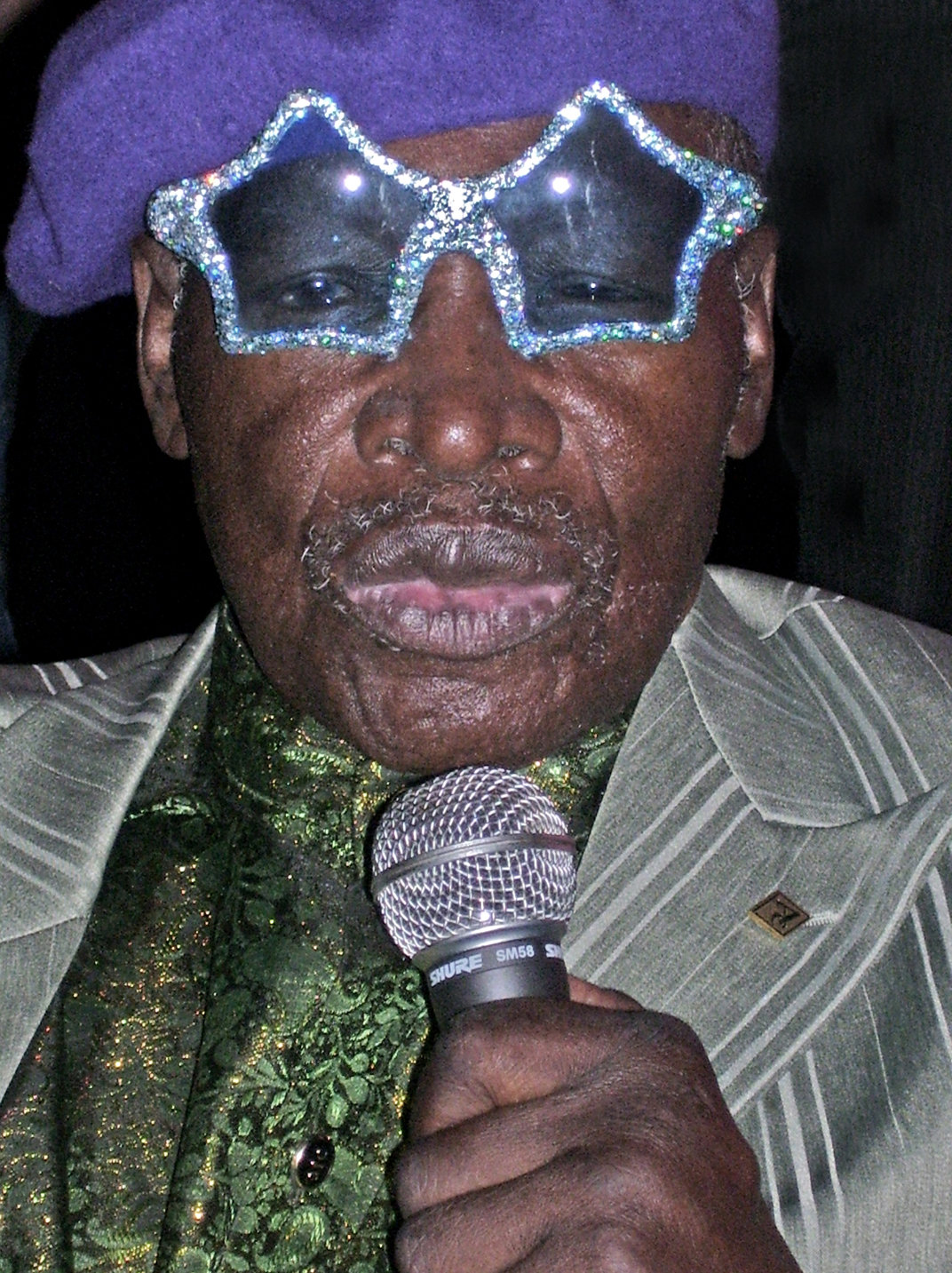
Rudy Ray Moore (2007)

Rudy Ray Moore (* 17. März 1927 in Fort Smith, Arkansas; † 19. Oktober 2008 in Akron, Ohio) war ein US-amerikanischer Comedian, Musiker, Schauspieler und Filmproduzent.

## Leben
Moore begann seine Karriere als Rhythm-and-Blues-Sänger, erfolgreicher war er aber als Stand-Up Comedian. In den 1960er und 1970er Jahren veröffentlichte er mehrere Comedy-Alben, wobei sein Stil von härterer Gangart war als der seiner Zeitgenossen wie Redd Foxx und Richard Pryor, weswegen er nicht für Auftritte im Fernsehen engagiert wurde. 1975 spielte er die Hauptrolle im Blaxploitation-Spielfilm Dolemite. Die Rolle des Zuhälters Dolemite hatte Moore bereits zuvor in seinem Stand-Up-Programm entwickelt. Die Fortsetzung The Human Tornado entstand im darauf folgenden Jahr. Bei beiden Filmen wirkte er auch als Produzent. Es folgten einige weitere Auftritte als Schauspieler in den 1970er Jahren. Erst Mitte der 1990er Jahre nahm er seine Schauspielkarriere wieder richtig auf und führte die Figur des Dolemite in Big Money Hustlas und The Return of Dolemite fort.
Moore erreichte selbst keinen herausragenden Bekanntheitsgrad, wird aber von vielen Künstlern aus dem Rap- und Comedy-Bereich als wichtiger Einfluss genannt, darunter Luther Campbell von der 2 Live Crew, welcher ihn 1997 als „the first, the biggest underground comedian of them all“ bezeichnete. Snoop Dogg schrieb 2006 „Without Rudy Ray Moore, there would be no Snoop Dogg, and that's for real“
.
Moore erlag im Alter von 81 Jahren in einem Pflegeheim den Folgen einer Diabetes-Erkrankung.
2019 wurde mit Dolemite Is My Name eine Filmbiographie über Moore veröffentlicht, in der Eddie Murphy die Hauptrolle übernahm.

## Diskografie (Auswahl)
- Below the Belt
- Comedian Is Born
- This Pussy Belongs to Me
- Return of Dolemite
- Dolemite for President
- I Can't Believe I Ate the Whole Thing
- Dolemite Is Another Crazy Nigger
- Close Encounter of the Sex Kind
- Good Ole Big Ones
- This Ain't No White Christmas
- 21st Century Dolemite

## Filmografie (Auswahl)
- 1975: Dolemite
- 1976: Der Bastard (The Human Tornado)
- 1977: Monkey Hustle
- 1977: Petey Wheatstraw
- 1979: Helden der Nacht (Disco Godfather)
- 1982: Penitentiary II
- 1996: Violent New Breed
- 1999: Shaolin Dolemite
- 2000: Big Money Hustlas
- 2002: The Return of Dolemite
- 2003: The Watermelon Heist
- 2007: A Stupid Movie For Jerks